# Education Act 1902
Education Act 1902, även kallad Balfour's Act, var en parlamentsakt i Storbritannien om utbildningen i England och Wales. Skottland hade egen styrelse för utbildningen sedan 1872.) Lagen antogs under konservativt styre. Genom lagen anslogs mede till religionsundervisning i vissa frivilliga selementärskolor, ofta tillhörande Engelska kyrkan och romersk-katolska kyrkan. Genom lagen upphävdes klyftan mellan frivilliga skolor, vilka oftast administrerats av engelska kyrkan, och skolor valda av lokala skolstyrelser, vilket reflekterade Efficiencyrörelsens inflytande i London.  Från 1903 omfattades även London.
G.R. Searle, samt flera andra historiker, har menat att lagen innebar en kortsiktig katastrof för det konservativ partiet i Storbritannien. Dock menar Searle att det långsiktigt sett var en framgång. Lagen standardiserade och uppgraderade utbildningssystmeen i England och Wales, och ledde till stark tillväxt i sekundärskolorna, och 1914 hade över 1 000 nya invigts, inklusive 349 för flickor. Kyrkliga skolor finansierades nu också av lokala skattebetalare, och tvingades följa samma standard för skolan. Slutligen förstatligades Anglikanska kyrkans skolor.

### Fotnoter
1. ↑  Roger Cooter, In the name of the child: health and welfare, 1880-1940 (1992) Page 69
2. ↑  G. R. Searle (2005). A New England?: Peace and War, 1886-1918. Oxford University Press. sid. 333–34. http://books.google.com/books?id=vfy9JDd6OP4C